# Автократія
Автокра́тія (грец. αυτός — сам, κράτος — влада), самодержа́вство — форма політичного режиму держави, де вища державна влада належить одному суб'єктові. Цей суб'єкт — глава держави — є джерелом і носієм суверенітету державної влади. Суверенний суб'єкт має вищу законодавчу, виконавчу і судову владу. Населення, у тому числі економічно панівний соціальний клас, прямої правової участі в утворенні державних органів не бере, або ця участь має формальний характер й істотно не впливає на функціонування державних інститутів. Автократичні форми держави характеризуються також міцною централізованою владою, при якій місцеві органи є лише виконавцями волі вищих органів.
Автократію за способом заміщення глави держави можна класифікувати так:
- Спадкоємна автократія (абсолютна монархія);
- Легальна автократія, що виникає в результаті виборів осіб (інституцій), яким надаються необмежені повноваження;
- Нелегальна автократія, що виникає внаслідок насильницького захоплення влади.

У залежності від обсягу функцій управління громадським життям (у тому числі її економічною сферою), взятих на себе державними органами, автократії поділяються на :
- Тоталітарні — засновані на моральній підтримці більшості населення, припускають його формально-демонстраційну участь у формуванні органів державної влади й активне втручання держави в усі сфери громадського життя;
- Авторитарні — прояв відносної самостійності держави і його апарату, незалежності останніх від певних соціальних сил.

Втручання авторитарної держави в суспільне життя обмежене, як правило, лише політичною сферою.
До автократій відносять деспотії Давнього сходу, імперії Риму, Візантії, абсолютні монархії.

## Неповний перелік держав з автократичною формою правління
1. Стародавній Схід;
2. Малі окремі старогрецькі держави;
3. Римська імперія;
4. Візантійська імперія;
5. Російська імперія;
6. Третій Рейх[2];
7. Радянський Союз[3]
8. Російська Федерація[4][5][6][7];
9. Північна Корея[8].